# ハイアロクラスタイト
ハイアロクラスタイト（英: hyaloclastite）は、水中で形成される火山岩の1つである。高温のマグマが十分な量の水に急に接し、急冷収縮して破砕することで形成される。
日本語では水冷破砕溶岩、水冷破砕岩、水砕岩、水中自破砕溶岩と呼ばれる。

## 定義
従来はパラゴナイトタフと呼ばれていたが、この用語の対象範囲の広さから命名の混同がみられたため、1960年代にリットマン (Alfred Rittmann) により、成長中の枕状溶岩のガラス質部の破砕の堆積物と定義された。この用語の命名の由来はギリシャ語の「粉砕されたガラス」である。
この他の定義として、イタリアのシシリー島の海底火山噴出物を研究していたサルヴァトーレ・ククッツァ・シルヴェストリ は、溶岩の水中での冷却・破砕の連続の結果、ガラス質の破片が海底での玄武岩マグマの固化殻に付着し、集合して形成された火山岩のことをハイアロクラスタイトと定義した。
なお、現在では安山岩質・デイサイト質・流紋岩質の溶岩・岩脈・ドーム等が水中で破砕され形成された破片の集合物として、広義に用いられている。